# Бютейдях (Верхньовілюйський улус)
Бютейдях (рос. Бютейдях) — село Верхньовілюйського улусу, Республіки Саха Росії. Входить до складу Дюллюкінського наслегу.
Населення — 8 осіб (2010 рік).